# Coco Yoshizawa
Coco Yoshizawa (吉沢 恋), née le 22 septembre 2009 à Sagamihara (Japon), est une skateuse japonaise, championne olympique du street en 2024.

## Carrière
Sélectionnée pour les épreuves de skateboard aux Jeux olympiques d'été de 2024, elle termine le tour préliminaire en tête avec 258.92 points. Lors de la finale, elle remporte le titre olympique devant sa compatriote Liz Akama et la Brésilienne Rayssa Leal.

## Palmarès

### Jeux olympiques
- Jeux olympiques de 2024 à Paris (France) :
  -  Médaille d'or du skate street.